# Waldron (Kansas)
Waldron – miasto w Stanach Zjednoczonych, w stanie Kansas, w hrabstwie Harper.